# Prasinocyma oxybeles
Prasinocyma oxybeles är en fjärilsart som beskrevs av Louis Beethoven Prout 1913. Prasinocyma oxybeles ingår i släktet Prasinocyma och familjen mätare. Inga underarter finns listade i Catalogue of Life.